# Huancayo (Piura)
Huancayo es una localidad peruana ubicada en el distrito de Ayabaca, perteneciente a la provincia homónima del departamento de Piura, al norte del Perú. 

## Ubicación
Huancayo se ubica al centro de la provincia de Ayabaca, en el distrito de Ayabaca, en el departamento de Piura.

## Demografía
En 2017 Huancayo tenía una población de 8 habitantes.
| Gráfica de evolución demográfica de Huancayo entre 1993 y 2017 |
|                                                                |
| Fuentes: Población 1993 y 2017                                 |